# Zengő
De Zengő (Kroatisch: Zenka) is de hoogste berg van het Mecsekgebergte in Hongarije. De top ligt op 682 meter boven de zeespiegel.
Boven op de berg staat een uitkijktoren. Hier bevindt zich ook ligt de ruïne van een middeleeuws fort; op deze plaats stond eerder een Romeinse wachttoren.
De top van de berg is vrij makkelijk te bereiken via wandelpaden, onder meer vanuit Pécsvárad en Hosszúhetény.
In 2005 had de Hongaarse regering een plan om een NAVO-radar op de top van de berg neer te zetten. Door protesten van de lokale bevolking en milieuactivisten, die bang waren dat de flora en fauna op de berg in gevaar zou komen, ging het plan niet door.